# Nancye Wynneová
Nancye Wynneová, celým jménem Nancye Hazel Meredith Wynne Bolton (2. prosince 1916 – 9. listopadu 2001) byla australská tenistka.
Vyhrála šestkrát dvouhru na Australian Open, což je druhé místo v historii za M. Courtovou. Získala i 14 titulů ve čtyřhře a smíšené čtyřhře, s celkovým počtem 20 titulů z Australian Open ji patří druhé místo v historii turnaje.
Wynneová Boltonová byla v roce 2006 uvedena do tenisové síně slávy.

## Grand slamy
účast ve finále
- Australian Open
  - Vítězka dvouhry (6): 1937, 1940, 1946, 1947, 1948, 1951
  - Finále dvouhry (2): 1936, 1949
  - Vítězka čtyřhry žen (10): 1936, 1937, 1938, 1939, 1940, 1947, 1948, 1949, 1951, 1952
  - Finále čtyřhry žen (2): 1946, 1950
  - Vítězka smíšené čtyřhry (4): 1940, 1946, 1947, 1948
  - Finále smíšené čtyřhry: 1938

- US Open
  - Finále dvouhry: 1938

- Wimbledon
  - Finále smíšené čtyřhry (2): 1947, 1951